# Eois amydroscia
Eois amydroscia là một loài bướm đêm trong họ Geometridae.